# Elisabeth Altenrichter-Dicke

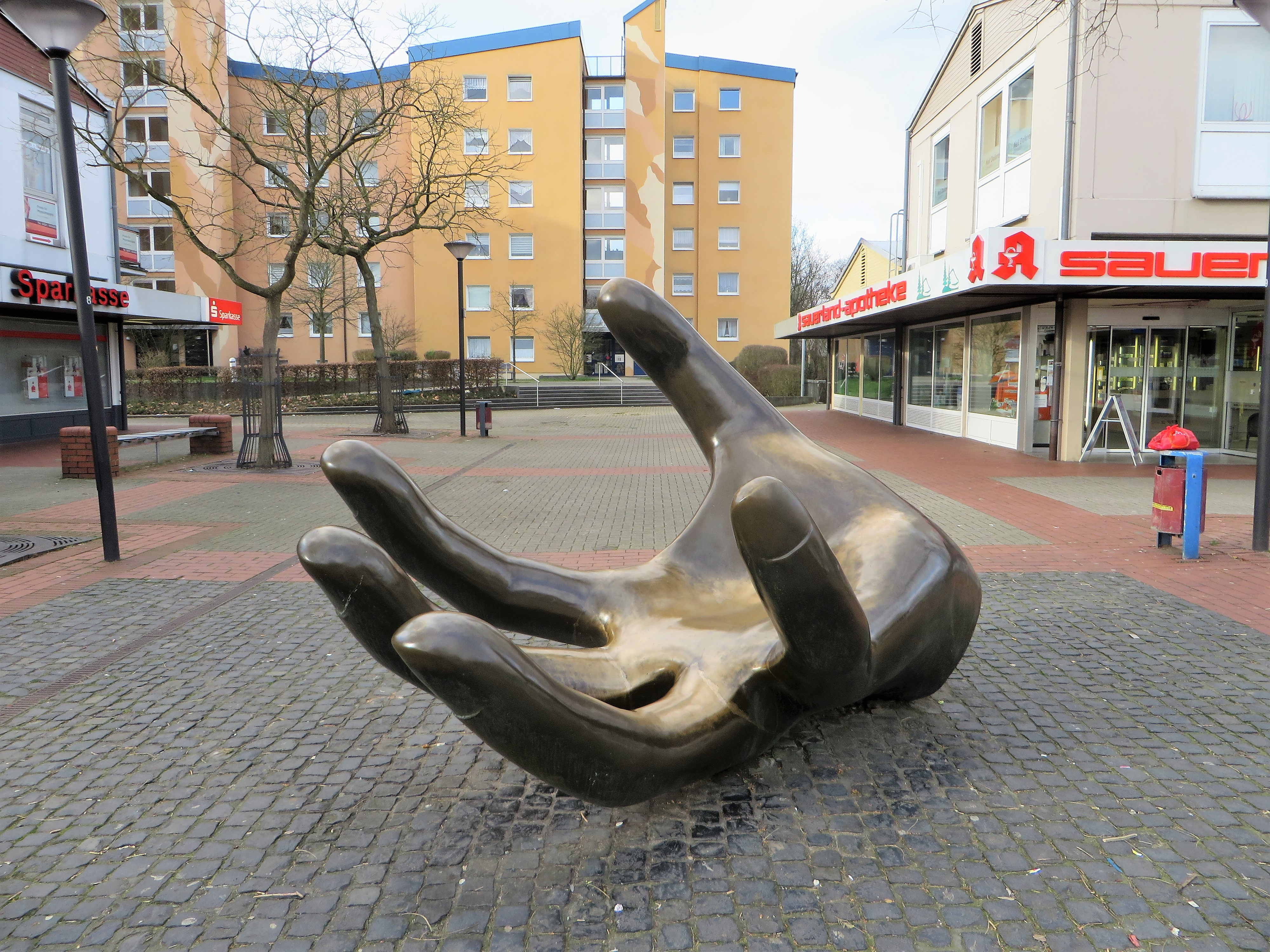
Bronze-Plastik „Geöffnete Hand“ (1986) auf dem Marktplatz in Hagen-Helfe

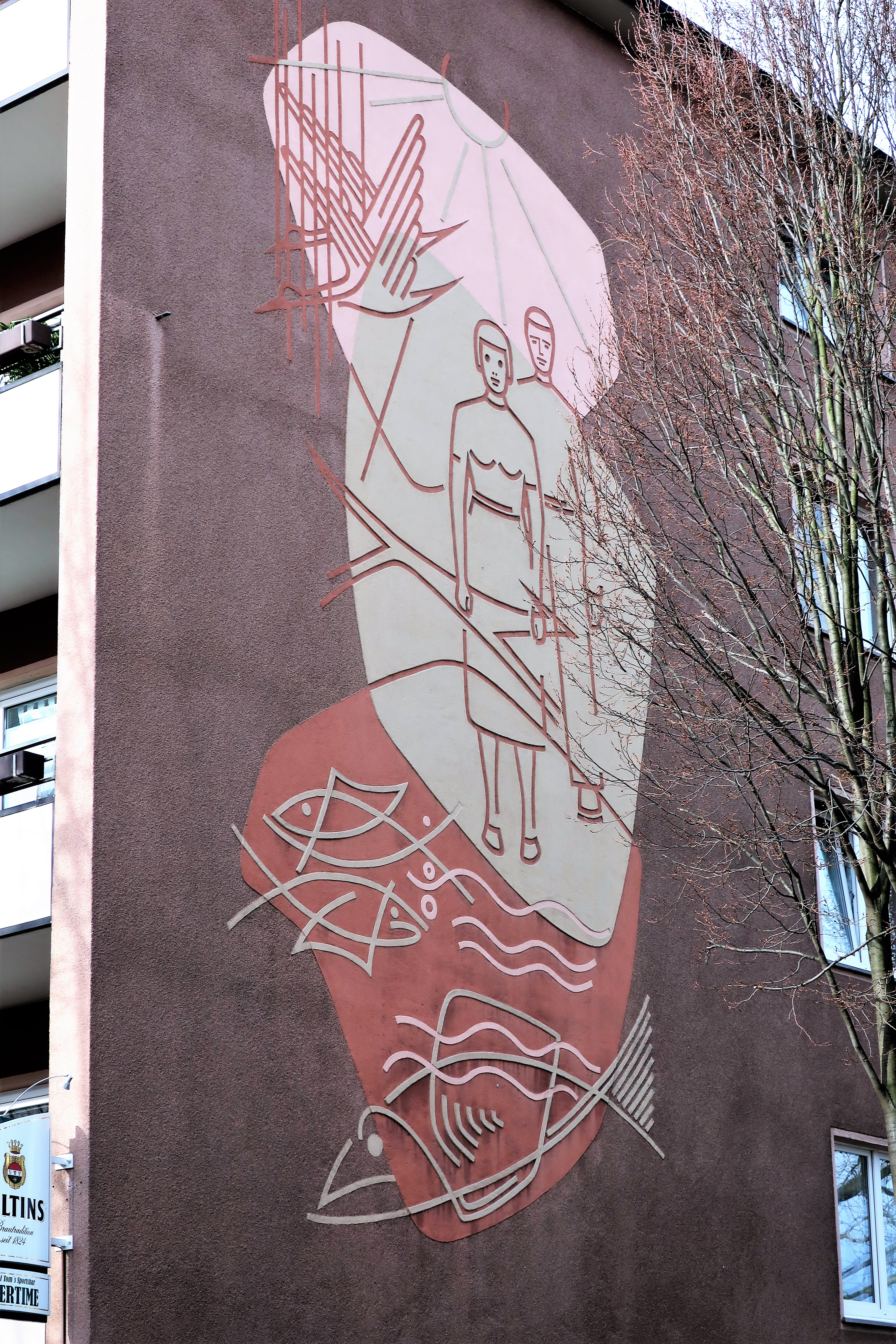
Sgraffito in Hagen von Elisabeth Altenrichter-Dicke

Elisabeth Altenrichter-Dicke (* 28. April 1929 in Milspe; † 28. Dezember 2013 in Ennepetal) war eine deutsche Malerin, Bildhauerin, Grafikerin, Textilkünstlerin und Glasmalerin.

## Leben
Elisabeth Dicke wuchs mit drei Geschwistern an der Fuhrstraße in Milspe auf. Ihr Vater war Anstreicher- und Malermeister sowie Hobbymaler. Sie besuchte die Oberschule in Voerde und das Gymnasium in Gevelsberg. Nach dem Abitur studierte sie freie und angewandte Malerei an der Werkkunstschule Wuppertal unter anderem bei Ernst Oberhoff mit dem Abschluss als Wandmalerin. Anschließend studierte Dicke Bildhauerei an der Münchener Kunstakademie. Ab 1951 war sie als freischaffende Künstlerin tätig. 
Elisabeth Altenrichter-Dickes Arbeitsgebiet umfasste Wandmalerei, Metallplastik, Glasmalerei und die Gestaltung von Wandteppichen. Während sie zunächst fast ausschließlich baugebundene Kunst schuf, wandte sie sich um 1968 verstärkt Tafelbildern und Bronzeplastiken zu, insbesondere Porträts. Sie lebte mit ihrem Mann, dem Hagener Künstler Hans Altenrichter († 1992), am Jellinghauser Weg in Ennepetal. Reisen führten sie unter anderem nach Westeuropa, Teneriffa, Madeira und Ibiza.

## Werk
Elisabeth Altenrichter-Dicke gestaltete mehr als 160 Kirchen in Deutschland und anderen Ländern. Sie schuf mehr als 2000 Glasfenster für kirchliche und weltliche Bauten.
- 1955: Sgraffito „Die drei Elemente“ in Hagen, Springe 8–10
- 1964: Farbverglasungen in der Kirche St. Bonifatius in Dortmund-Lichtendorf (Ausführung durch Fa. Steffens & K.)
- 1965: Wandplastiken in Hagen, Buschstraße 89 + 101, Helfer Straße 15, Wichernstraße 1 und Lasallestraße 1
- 1984: Bronzeplastik „Geöffnete Hand“ auf dem Marktplatz in Hagen-Helfe
- 1984: Farbverglasung der Chorfenster der Evangelischen Kirche in Witten-Rüdinghausen
- zwischen 1986 und 1994: Farbverglasungen in der Evangelischen Kreuzkirche in Hamm-Bockum-Hövel
- 1994: Chorraumgemälde „Jesus Christus – lebendiges Wasser“, Christuskirche Hamm, Lange Str. 74
- 1994: neue Innengestaltung der Petruskirche in Bestwig-Ramsbeck, Schulstraße 21
- 1995: neue Innengestaltung der Lutherkirche in Dortmund-Hörde

## Ausstellungen (Auswahl)
- 1969: Große Kunstausstellung, München
- 1980: Elisabeth Altenrichter-Dicke – Wandteppiche, Gustav-Lübcke-Museum, Hamm